# Castano ramato

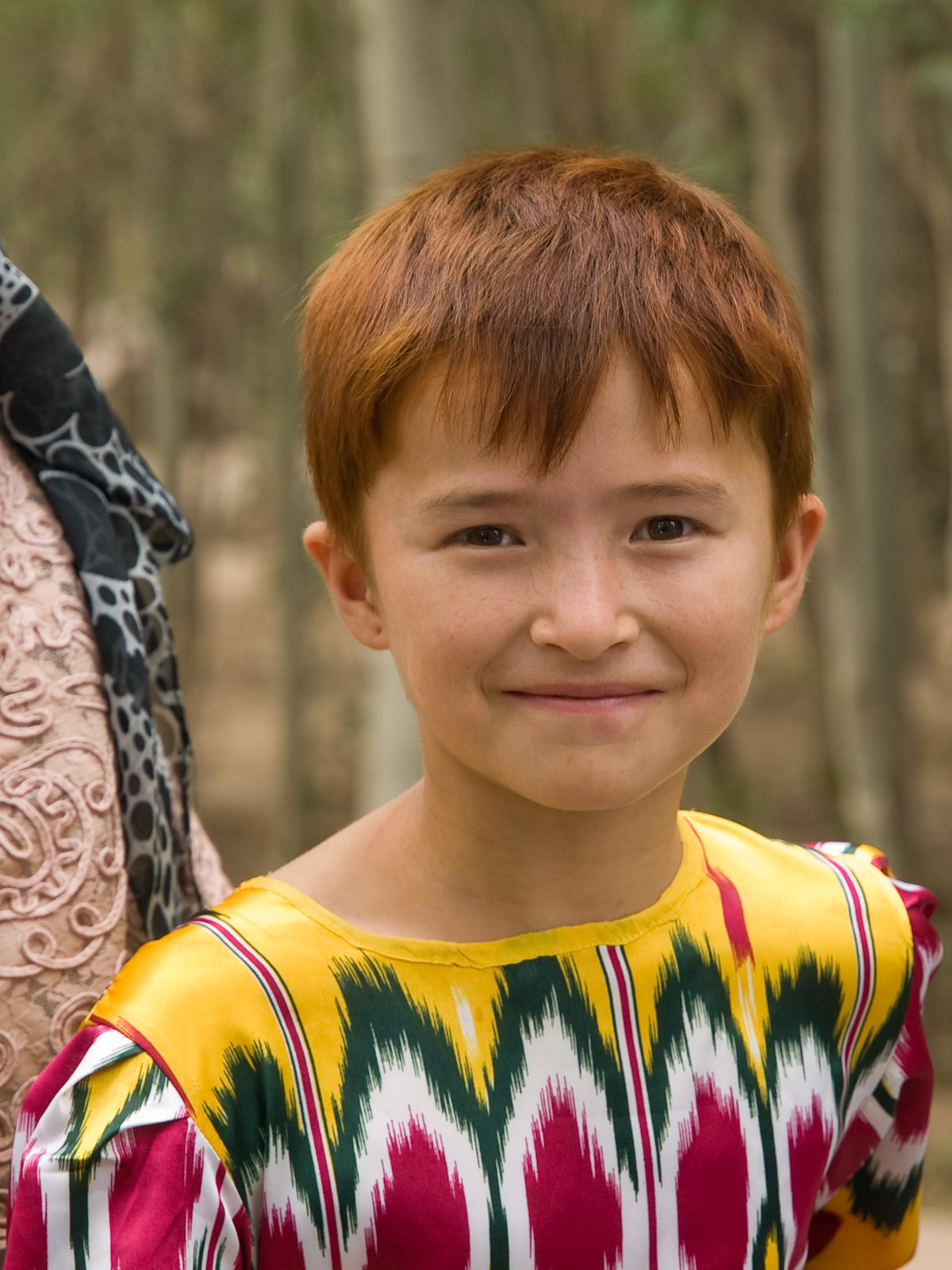
Un bambino uiguro a Kashgar, nella regione cinese dello Xinjiang, con i capelli castano ramato

Il colore dei capelli noto come castano ramato (in lingua francese e inglese auburn) è un insieme (non mescolato) di tonalità di tre tinte di color rame, marrone rossiccio e terra bruciata di Umbria.

## Caratteristiche salienti
I capelli castani ramati hanno la capacità di riflettere la luce (zone ramate), di trasmetterla da zone poco illuminate del capo (color terra d'Umbria), di trasmetterla da zone retro-illuminate (color rosso borgogna) di diffrangere la luce (quando i capelli stanno di fronte al sole, la struttura a lente cilindrica agisce come un doppio prisma), dando luogo ad un effetto iridescente o dorato.
La versione più scura del castano ramato è il colore fulvo o terra di Siena bruciata. È simile al colore borgogna ed al marrone, anche se questi due colori hanno una tinta più rossiccia, mentre il colore castano ramato ha un tono marrone lievemente maggiore.

## Etimologia della parola ingleseauburn
Storicamente, in inglese la parola abram veniva usata per indicare l'odierno inglese auburn, ad esempio è presente in alcuni dei fogli (previ al 1685) del Coriolanus, e nelle opere di Thomas Kyd Soliman e Perseda (1588) e l'opera di Thomas Middleton Blurt, Master Constable (1601).
Il primo utilizzo ricordato della parola auburn come nome di un colore nella lingua inglese avvenne nel 1430.

## Il colore terra di Siena corrisponde alrùtilodei latini
Lo storico gallo-romano Tacito, nel suo libro De origine et situ Germanorum, descriveva il colore dei capelli delle genti germaniche (Angli, Sassoni, Juti, Franchi, etc.) come 'rutilo', che in latino corrisponde pressappoco al fulvo.
Il poeta italiano del XX secolo, Gabriele D'Annunzio cita questo colore quando parla di Ravenna, glauca notte rutilante d'oro.

## Pittura: ottenerlo con i pigmenti moderni
Si ottiene bene, nella pittura ad olio di lino, con una serie di varie (creare almeno 10 toni) miscele di vernici arancio, rosso chinacrone, terra di Siena, terra d'Umbria bruciata, di bitume e di rame metallico (per modellismo) che sono disponibili in molti negozi per le arti plastiche. Non bisogna mai immettere nella miscela alcuna minima quantità di bianco o nero di qualsiasi genere, perché questi colori uccidono immediatamente la vividezza del castano ramato.

## Rutilismo
Il rutilismo si riferisce alla comparsa a salti di generazione, della colorazione rosso ramato che si trova più spesso in alcune popolazioni, soprattutto nel Nord Europa ed in particolare nelle Isole Britanniche.